# 카트린 힘러
카트린 힘러(독일어: Katrin Himmler, 1967년~ )는 나치 독일의  친위대 SS국가지도자 하인리히 힘러의 종손녀로 독일의 작가이다. 그녀는 《힘러 가의 형제들》의 저자이다.